# Words Of Wisdom
A Words Of Wisdom a magyar Wisdom zenekar első nagylemeze, mely 2006. november 6-án jelent meg Magyarországon a Nail Records gondozásában. Japánban csaknem egy évvel később, 2007. szeptember 26-án került kiadásra a Soundholic Records gondozásában. A japán változaton bónuszként szerepelt egy "Prometheus" című feldolgozás is, ami eredetileg a hazai Moby Dick zenekar előtt tisztelgő BálnaVadÁszok című válogatáslemezen jelent meg 2005-ben, Magyarországon.

## Története
2005 tavaszán, a Wisdom EP lemezbemutató turnéján, amikor a zenekar az Ossian vendégeként járta az országot, Czébely Csaba bejelentette távozását, zenei nézeteltérésekre hivatkozva. A lekötött koncerteket még bevállalta, aztán nem sokkal később átigazolt a Pokolgépbe. Helyére Kern Péter érkezett, ő dobolta fel végül az első nagylemezt is.
A Words Of Wisdom 10 dalából ötöt a hazai közönség már jól ismert, hiszen a megjelenésük előtt a koncerteken már játszották őket. Ezekből három ("Masquerade", "Take Our Soul", "Victory") már a Wisdom EP stúdiófelvételei alatt is rögzítésre került. Kisebb-nagyobb változtatásokkal végül mindegyik újra fel lett véve. A "Masquerade" szövege teljesen át lett írva, de a „Victory”-ban is több módosítás történt. Az "Unholy Ghost" című ballada több mint egy évvel a lemez kiadása előtt, klipesített formában jelent meg először. Folytatódott az együttműködés a Hammer Records kiadóval, így a lemezt annak egyik részlege, a Nail Records adta ki 2006. november 6-án, Magyarországon.
Zenei téren az album egyfajta átmenet a Wisdom EP zsigerből írt dalai, és a tudatos, kiforrott komponálás között, mely aztán a későbbi Wisdom lemezek alapjává vált. Molnár Máté szövegei viszont már mind a Wiseman koncepció jegyében íródtak, azaz mindegyiknek van mélyebb mondanivalója, tartalma. Az egyetlen kakukktojás, a zenekar ars poeticája, a "Wisdom" című dal. Mondanivalóját összefoglaló idézetét sem nagy gondolkodóktól, hanem saját magától kölcsönözte a zenekar.

## Lemezcím és borító
A Wisdom EP-n elkezdődött a zenekar kabbalafigurájának, Wiseman-nek története, melynek egyik fontos eleme a kor összes bölcsességét, a tudások tudását tartalmazó könyv, a Words Of Wisdom. A történet folytatódott azzal, hogy Wiseman a gonosz hatalom elől menekülve egy titkos erő mélyén, egy barlangban rejtőzött el, ahol az arra hivatottak találhattak csak rá. Őket a könyv segítségével tanítani kezdte, és egyre csak szaporodott a kiválasztottak száma. Ez lett a tudás köre.
A borítót ismét Havancsák Gyula készítette. A frontoldalon, az erdő mélyén, tanítványai körében látható Wiseman, ahogy átadja nekik a tudást a Words Of Wisdom segítségével. Követői közt felismerhetők a zenekar tagjai, a belső borítók pedig úgy lettek elkészítve, mintha a könyv egyes lapjai lennének. A dalszövegek mellé mondanivalójukhoz kapcsolódó Dürer metszet jellegű rajzok készültek. A Words Of Wisdom-on már nem csak a dalokhoz tartozik egy-egy idézet, ami a mondanivalót röviden összefoglalja, hanem magához az albumhoz is:
„Therefore the sage goes about doing nothing,
And practices the wordless teaching.
The ten thousand things rise and fall without cease,
But he does not begin them.
He acts on their behalf, yet not taking credit.
When he has done the work, then he forgets about it.
Therefore it lasts forever and it does not leave him”
/Lao Ce/
Ehhez a lemezhez is készült multimédiás extra, illetve rákerültek az addig elkészült klipek is, a "Strain Of Madness" és az "Unholy Ghost".

## Wiseman története (Words Of Wisdom)
„Esztendők teltek el az öreg bölcs rejtélyes szabadulása óta. A gonosz erők uralma az idők múlásával még kegyetlenebbé vált, és azon kevesek, kik ellen tudtak állni a behódolásnak, ösztönös kényszertől hajtva kutatták a tudást, mely egy jobb kor eljöveteléhez vezethet.
Wiseman hosszú, magányos bujdosása során, egy rég elfeledett és titokzatos erdő mélyén talált nyugalomra, tudva, hogy akik az igazságot keresik, nemsokára megtalálják őt, és átadhatja nekik a tűz karmaiból kimentett könyvében, a Words Of Wisdom-ban rejlő ősi gondolatokat, melyek reményt ébreszthetnek a mindent elnyelő sötétség korában…”

## Dalok

### "Holy Vagabond"
"The soul of man is immortal and imperishable"
/PLATO/
A "Holy Vagabond" az album nyitó dala és az egyik legsikeresebb is egyben, mégis ritkán kerül elő a koncerteken, mert a magas ének és kényelmetlen fekvésű gitártémák miatt nagyon nehéz élőben előadni. Szövege a lélekvándorlásról szól, a lélek szemszögéből írja le, hogy mit érezhet, mit láthat az idő múlása folytán. Alapötletét a magyar Belfegor zenekar "Lélekvándor" című dala adta.

### "Reduced To Silence"
"A man who lives right, and is right, has more power in his silence than another has by his words" /PHILLIPS BROOKS/
A "Reduced To Silence" az első olyan szerzemény, amely már kimondottan a nagylemezre készült, és nem a Wisdom EP idején íródott. Középtempós, húzós futamai a Wiseman sztoriból merített témának szolgáltatnak alapot. A dalhoz a lemez megjelenése előtt leforgattak egy klipet is a János hegyi Erzsébet-kilátóban, de az elkészült videó nem lett elég színvonalas, így a mai napig egy fiókban porosodik.

### "Masquerade"
"Hypocrisy is a fashionable vice, and all fashionable vices pass for virtue" /MOLIERE/
A Judas Priest-es lüktetésű "Masquerade"-nek eredetileg teljesen más szövege volt, amikor a Wisdom EP stúdiómunkálatai során először rögzítésre került. Az a verzió a motorozásról és annak élvezetéről szólt. A nagylemez munkálatai során azonban át lett írva, hogy minél jobban illeszkedjen a zenekar koncepciójához. Egyedül a címe maradt meg, de a dalszöveg a motorozás helyett a képmutatásról tanítja a hallgatóságot.

### "Wisdom"
"Let your soul show you the way, let your heart show you the way: Wisdom" /WISDOM/
A "Wisdom" című szám a zenekar ars poeticája, ami a zene szeretetéről szól. A zenekar munkássága során ez az egyetlen olyan dal, amelynek az idézetét nem a megszokott módon, ismert tudósoktól vagy gondolkodóktól kölcsönözték, hanem saját maguktól merítették. Zeneileg egy sodró tétel, és miután 2007-ben klipet készítettek rá a budapesti Kiscelli Múzeum templomterében és kriptájában, a csapat egyik legismertebb, legsikeresebb dala lett. Több zenekar feldolgozta és játssza is élőben, a Wisdom koncertműsorából pedig kihagyhatatlan.

### "Victory"
"Who bravely dares must sometimes risk a fall" /SENECA/
A "Victory" is egy olyan tétel, amely már a Wisdom EP idején fel lett véve a stúdióban, de végül nem került rá a korongra. Később több módosításon is átesett mire elnyerte a Words Of Wisdom-on hallható formáját. A legfőbb változtatás az volt, hogy kikerült egy teljes énekrész belőle, mely eredetileg a refrének után, amolyan másod refrénként funkcionált. A felvezető énektémákban a "nép hangját" Horváth István (Pityesz) eleveníti meg, aki akkoriban a Neck Sprain és a Fresh Fabrik tagja volt. A 2004-es demós verzión még Molics Zsolt (Classica, Sámán, Cool Head Clan) énekelte ezeket a sorokat. A "Victory" volt a zenekar korai éveinek legösszetettebb dala, akkoriban sokat szerepelt a koncerteken is.

### "Take Our Soul"
"What greater grief than the loss of one's native land" /EURIPIDES/
A "Take Our Soul" volt a "Masquerade" és a "Victory" mellett a harmadik olyan nóta, ami fel lett véve a Wisdom EP idején, de nem jelent meg. Azonban a másik kettővel ellentétben, ezen semmi változtatás nem történt. Szövegének alapötlete a honfoglaló magyarok helyzetén való merengés, hogy mit gondolhattak, amikor keresték hazájukat. Mennyit szenvedhettek, és végső kétségbeesésükben hányszor fohászkodhattak valamely istenséghez, hogy ha nem találják meg hazájukat, vagy ha megint kiűzik őket földjükről, akkor inkább vegye magához a lelküket, minthogy saját haza nélkül éljenek.

### "Sands Of Time"
"Lord, make me to know mine end, and the measure of my days, what it is; that I may know, How frail I am" /OLD TESTAMENT/
A "Sands Of Time" kevés szövegének mondanivalója annál velősebb: nagyon rövid egy emberélet, mindenki használja ki, amennyire csak lehet. A szinte végig instrumentális dal egy sajátos énektémával lett díszítve, a dal idézete egyben a dalszöveg része is lett. A "Sands Of Time" még sosem hangzott el élőben.

### "Unholy Ghost"
"Our greatest glory consists not in never falling, but in rising every time we fall" /CONFICIOUS/
Az "Unholy Ghost" már jóval a lemez megjelenése előtt elkészült, melyre – kihasználva a két lemez közötti időszakot – Mogyoródon, a Hungaroring melletti erdőben leforgattak egy klipet. Ez volt az első lírai hangvételű Wisdom dal, és hamar sikeressé vált a médiumokban, így már mindenki jól ismerte mire a lemez megjelent. Üzenete erőt adhat azoknak, akik úgy érzik, hogy minden rossz megtörtént velük, és kezdik már feladni, borúsan látni a jövőt.

### "Wheels Of The War"
"To plunder, to slaughter, to steal, these things they misname empire; and where they make a desert, they call it peace" /CALGACUS/
Csatákat, háborúkat, szörnyűségeket átélt harcos vívódásáról, lelki gyötrelmeiről szól a "Wheels Of The War", mely számos filmes effektből összevágott csatazajjal indul. Kezdő témája pedig a fő gitárdallam egy fordított, visszafele lejátszott verziója. Itt hallható először a "válaszolgatós", csordaüvöltéses refrén megoldás, mely a későbbi lemezeken még többször visszatér.

### "Wiseman Said"
"You are the master of your life and death. What you do is what you are" /LAO TZU/
A "Wiseman Said" című rövidke dal csak bónusz jelleggel készült, a "Sands Of Time" egyes témái lettek felhasználva egy kicsit más formában. A dalszöveg egy tanács Wisemantől: soha semmit nem szabad feladni.

### "Words Of Wisdom"
"Freedom is nothing else but a chance to be better" /ALBERT CAMUS/
A lemez címadó dala a "Words Of Wisdom", mely a maga 7 és fél percében azt sugallja, hogy bármilyen bűnt is követ el az ember, vagy bármilyen mélyre süllyed, sosem késő változtatni, csak akarni kell, és meg kell keresni hozzá a megfelelő segítséget. Ez a Words Of Wisdom egyik fő tanítása, amit Wiseman is próbál közvetíteni tanítványainak. Az epikus műnek hagyományteremtő célja is volt, mely szerint minden későbbi Wisdom nagylemez címadó dala hasonlóan összetett lesz, és Wiseman életének aktuális fejezetéről fog szólni. 2007 után éveken át nem lehetett koncerten hallani ezt a dalt.

### "Prometheus" (Japán bónusz dal)
A japán licencszerződés egyik kitétele volt, hogy az Ázsiában megjelenő kiadvány legalább egy bónusz tételt is kell tartalmazzon. A zenekar nem készített olyan felvételeket a Words Of Wisdom-ra, mely nem került fel a lemezre, így került elő egy 2005-ös felvétel, mely a népszerű trash metal zenekar, a Moby Dick tiszteletére készült válogatáslemezre lett rögzítve, egy kicsit átdolgozva annak eredeti verzióját. A "Prometheus" az egyetlen olyan dal a zenekar történetében, mely magyar nyelven lett felénekelve, így kuriózumot jelentett az ázsiai hallgatók számára.

## Fogadtatás
Öt év telt el az első nagylemez megjelenéséig a zenekar megalakulása óta, mialatt rengeteget koncerteztek és kiadtak egy kislemezt. Emiatt nagy várakozás előzte meg a Words Of Wisdom megjelenését mind a szakma, mind a közönség részéről.
A hazai sajtótól szinte csak pozitív kritikákat kapott a lemez. 2007-ben, pár hónappal a megjelenés után, szakmai zsűri döntése alapján a zenekar bekerült a legrangosabb hazai díjátadó, a Fonogram öt döntőse közé, mely élő TV-s műsorban való szereplést jelentett Magyarország akkori legnézettebb csatornáján. Az adás alatt többször is lejátszották az "Unholy Ghost" klipet. Mindezek eredményeképp több ajánlat érkezett külföldről is a lemez kiadására, de végül csak a japán Soundholic Records kiadóval tudtak megállapodni. Ázsiában (Japán, Kína, Tajvan, Korea és Hong Kong) 2007. szeptember 26-án jelent meg a Words Of Wisdom.

## Lemezbemutató koncert és turné
A Words Of Wisdom hivatalos bemutatója 2006. november 18-án volt a második Keep Wiseman Alive keretei közt, Magyarországon, a budapesti Wigwam Rock Club színpadán. A koncerten a „Sands Of Time” kivételével a teljes lemezanyag elhangzott, valamint a kislemezes dalok és néhány feldolgozás is szerepelt a műsorban. A lemezbemutató turnéra 2007 márciusa és júniusa között került sor, mely az ország 14 nagyvárosát érintette.

### A lemezbemutató koncerten játszott dalok
Holy Vagabond / King Of Death / Gamma Ray – Send Me a Sign / Take Our Soul / Evil Disguise / Reduced To Silence / Masquerade / Iron Maiden – Bring Your Daughter / Unholy Ghost / Led Zeppelin – Stairway To Heaven / Dobszóló / Victory / Words Of Wisdom / Stratovarius – Millennium / Strain Of Madness /// Wiseman Said / Wisdom / Fate /// Wheels Of The War / Skid Row – Youth Gone Wild

## Dallista
| 1.    | Holy Vagabond      | Molnár Máté | Kovács Gábor | 3:50 |
| 2.    | Reduced To Silence | Molnár Máté | Kovács Gábor | 3:58 |
| 3.    | Masquerade         | Molnár Máté | Kovács Gábor | 3:41 |
| 4.    | Wisdom             | Molnár Máté | Kovács Gábor | 3:44 |
| 5.    | Victory            | Molnár Máté | Kovács Gábor | 4:24 |
| 6.    | Take Our Soul      | Molnár Máté | Kovács Gábor | 3:11 |
| 7.    | Sands Of Time      | Molnár Máté | Kovács Gábor | 4:04 |
| 8.    | Unholy Ghost       | Molnár Máté | Kovács Gábor | 3:11 |
| 9.    | Wheels Of The War  | Molnár Máté | Kovács Gábor | 4:29 |
| 10.   | Wiseman Said       | Molnár Máté | Kovács Gábor | 1:01 |
| 11.   | Words Of Wisdom    | Molnár Máté | Kovács Gábor | 7:16 |
| 42:49 |                    |             |              |      |

| 12. | Prometheus | Tóth Imre | Schmiedl Tamás | 3:26 |

## Közreműködők
Wisdom
- Nachladal István – ének
- Kovács Gábor – gitár, vokál
- Galambos Zsolt – gitár
- Molnár Máté – basszusgitár
- Kern Péter – dob

Technikai közreműködők
- Kovács Gábor – producer, vezető hangmérnök
- Minerva Pappi – mastering (Finnvox studios)
- Horváth István – vendég énekes („Victory”)
- Nikola Mijic, Szinyeri Tündi, Kökény Pál, Pádár Nóri – vokálok
- Havancsák Gyula – borítóterv, grafika
- Tóth Gábor – zenekarfotók
- Kovács Gábor – multimédia